# Diocesi di Querétaro
La diocesi di Querétaro (in latino: Dioecesis Queretarensis) è una sede della Chiesa cattolica in Messico suffraganea dell'arcidiocesi di León. Nel 2022 contava 2.605.993 battezzati su 2.931.882 abitanti. È retta dal vescovo Fidencio López Plaza.

## Territorio
La diocesi comprende per intero lo stato messicano di Querétaro e 7 comuni dello stato di Guanajuato: Atarjea, Doctor Mora, San José Iturbide, Santa Catarina, Tierra Blanca, Victoria e Xichú.
Sede vescovile è la città di Santiago de Querétaro, dove si trova la cattedrale di San Filippo Neri. A Colón sorge la basilica minore e santuario di Nostra Signora dei Dolori. Nel territorio diocesano si trovano anche le Missioni francescane nella Sierra Gorda dichiarate patrimonio dell'umanità dall'UNESCO nel 2003.
Il territorio si estende su una superficie di 15.326 km² ed è suddiviso in 117 parrocchie, raggruppate in 12 decanati.

## Storia
La diocesi è stata eretta il 26 gennaio 1863 con la bolla Deo optimo maximo di papa Pio IX, ricavandone il territorio dall'arcidiocesi di Città del Messico. Originariamente la nuova diocesi era suffraganea dell'arcidiocesi di Michoacán (oggi arcidiocesi di Morelia).
Il 1º marzo 1921 con il decreto Erecta per Apostolicas della Congregazione Concistoriale la cattedrale è stata trasferita dalla chiesa di San Giacomo Apostolo, ormai insufficiente ad accogliere i fedeli, a quella di San Filippo Neri.
Il 5 novembre 1988 divenne suffraganea dell'arcidiocesi di San Luis Potosí e lo rimase fino al 25 novembre 2006, quando è entrata a far parte della provincia ecclesiastica di Bajío, come suffraganea dell'arcidiocesi di León.

## Cronotassi dei vescovi
Si omettono i periodi di sede vacante non superiori ai 2 anni o non storicamente accertati.
- Bernardo Gárate y López de Arizmendi † (19 marzo 1863 - 31 luglio 1866 deceduto)
- Ramón Camacho y García † (22 giugno 1868 - 30 luglio 1884 deceduto)
- Rafael Sabás Camacho y García † (27 marzo 1885 - 11 maggio 1908 deceduto)
- Manuel Rivera y Muñoz † (11 maggio 1908 succeduto - 2 maggio 1914 deceduto)
  - Sede vacante (1914-1919)
- Francisco Banegas y Galván † (28 febbraio 1919 - 14 novembre 1932 deceduto)
- Marciano Tinajero y Estrada † (2 luglio 1933 - 27 ottobre 1957 deceduto)
- Alfonso Tóriz Cobián † (20 marzo 1958 - 25 ottobre 1988 ritirato)
- Mario de Gasperín Gasperín (4 aprile 1989 - 20 aprile 2011 ritirato)
- Faustino Armendáriz Jiménez (20 aprile 2011 - 21 settembre 2019 nominato arcivescovo di Durango)
- Fidencio López Plaza, dal 12 settembre 2020

## Statistiche
La diocesi nel 2022 su una popolazione di 2.931.882 persone contava 2.605.993 battezzati, corrispondenti all'88,9% del totale.
| anno | popolazione | popolazione | popolazione | presbiteri | presbiteri | presbiteri | presbiteri                | diaconi | religiosi | religiosi | parrocchie |
| anno | battezzati  | totale      | %           | numero     | secolari   | regolari   | battezzati per presbitero | diaconi | uomini    | donne     | parrocchie |
| ---- | ----------- | ----------- | ----------- | ---------- | ---------- | ---------- | ------------------------- | ------- | --------- | --------- | ---------- |
| 1950 | 280.600     | 281.000     | 99,9        | 97         | 87         | 10         | 2.892                     |         | 60        | 220       | 35         |
| 1965 | 422.083     | 422.612     | 99,9        | 162        | 124        | 38         | 2.605                     |         | 135       | 399       | 53         |
| 1970 | 521.795     | 523.900     | 99,6        | 172        | 133        | 39         | 3.033                     |         | 75        | 443       | 66         |
| 1976 | 566.000     | 595.000     | 95,1        | 200        | 136        | 64         | 2.830                     |         | 127       | 394       | 50         |
| 1980 | 715.000     | 735.000     | 97,3        | 187        | 125        | 62         | 3.823                     |         | 130       | 377       | 54         |
| 1990 | 1.599.196   | 1.681.786   | 95,1        | 244        | 147        | 97         | 6.554                     | 1       | 274       | 590       | 76         |
| 1999 | 1.578.384   | 1.581.384   | 99,8        | 268        | 168        | 100        | 5.889                     |         | 239       | 1.480     | 86         |
| 2000 | 1.578.834   | 1.582.159   | 99,8        | 270        | 170        | 100        | 5.847                     |         | 223       | 1.480     | 88         |
| 2001 | 1.578.834   | 1.582.159   | 99,8        | 274        | 174        | 100        | 5.762                     |         | 223       | 1.480     | 88         |
| 2002 | 1.615.223   | 1.618.548   | 99,8        | 265        | 165        | 100        | 6.095                     |         | 212       | 1.480     | 91         |
| 2003 | 1.677.548   | 1.682.548   | 99,7        | 280        | 184        | 96         | 5.991                     |         | 151       | 1.050     | 92         |
| 2004 | 1.643.532   | 1.730.034   | 95,0        | 289        | 193        | 96         | 5.686                     |         | 136       | 1.110     | 94         |
| 2010 | 1.809.000   | 1.856.000   | 97,5        | 338        | 220        | 118        | 5.352                     |         | 189       | 882       | 109        |
| 2014 | 2.140.826   | 2.279.899   | 93,9        | 352        | 236        | 116        | 6.081                     |         | 168       | 938       | 113        |
| 2017 | 2.222.900   | 2.444.640   | 90,9        | 371        | 243        | 128        | 5.991                     |         | 216       | 787       | 115        |
| 2020 | 2.426.576   | 2.660.855   | 91,2        | 360        | 233        | 127        | 6.740                     | 3       | 199       | 891       | 117        |
| 2022 | 2.605.993   | 2.931.882   | 88,9        | 358        | 228        | 130        | 7.279                     | 3       | 231       | 1.006     | 117        |